# 渭洛河特大桥
渭洛河特大桥是位于大西客运专线在陕西渭南至西安段的一座高架桥。渭洛河特大桥起大荔车站出站端，西行约50公里后，在郑西客专北侧，与郑西线渭南渭河特大桥平行，止于新临潼进站端，桥梁全长71339.3m。